# Polydactylus oligodon
Polydactylus oligodon is een straalvinnige vissensoort uit de familie van draadvinnigen (Polynemidae). De wetenschappelijke naam van de soort is voor het eerst geldig gepubliceerd in 1860 door Günther.